# Джеміні (космічна програма)

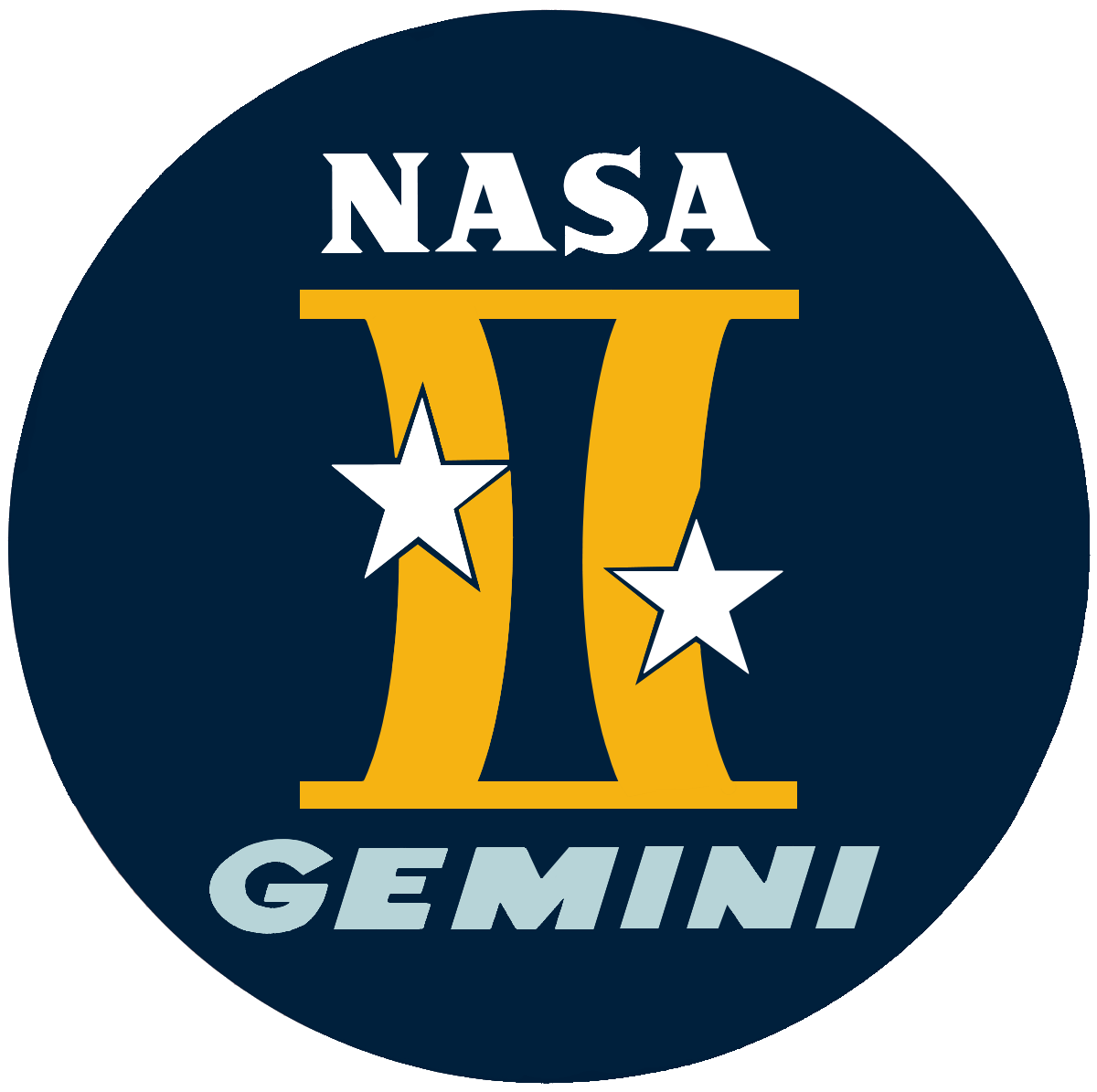

Джеміні (англ. Gemini — «близнюки») — космічна програма США. Космічні кораблі серії «Джеміні» продовжили серію кораблів «Меркурій», але значно перевершували їх за можливостями (два члени екіпажу, більший час автономного польоту, можливість зміни параметрів орбіти і т. д.). У ході програми були відпрацьовані методи зближення і стикування, вперше в історії здійснена стиковка космічних апаратів. Було зроблено кілька виходів у відкритий космос, встановлені рекорди тривалості польоту. Сумарний час польотів за програмою склало більше 41 доби. Сумарний час виходів у відкритий космос склало близько 10 годин. Досвід, отриманий під час програми «Джеміні», був використаний при підготовці та здійсненні програми «Аполлон».
Перший етап пілотованих польотів у США — програма «Меркурій» завершилася в 1963 р. За програмою «Джеміні» передбачалися спочатку польоти кораблів без екіпажів по балістичній траєкторії, потім запуск чотирьох супутників з екіпажами тривалістю до 14 діб і, нарешті, політ восьми кораблів із відпрацюванням на орбіті експериментів із зустрічі. На розробку, виготовлення і запуск кораблів «Джеміні», включаючи витрати на розробку ракет «Титан-2» і «Атлас-Аджена-Д», спочатку передбачалося витратити 500 млн доларів. Фактично загальні витрати на цю програму склали 1309 млн доларів. Витрати на виготовлення і запуск одного корабля-супутника склали 45 млн доларів, тобто в 2 з гаком рази більше, ніж передбачалося раніше. У рамках цієї програми було виготовлено 12 льотних зразків космічного корабля «Джеміні», 12 ракет-носіїв «Титан-2», 8 ракет «Атлас» та 6 ракет-мішеней «Аджена-Д».

## Персонал
У 1962 р. почалася підготовка астронавтів для польотів на кораблях «Джеміні». З 508 військових льотчиків-випробувачів по особистих справах було відібрано 110 чоловік, кожен із яких мав загальний час польоту на реактивних літаках не менше 1500 годин.
Після медичних, психологічних та інших обстежень число кандидатів зменшилося. Спочатку їх залишилося 27 чоловік, потім 18 і, нарешті, були обрані 7 льотчиків у віці 32—37 років, що мають загальний час польоту не менш як 3300 годин, з них близько 1500 годин на реактивних літаках.
Відібрані астронавти для польотів на пілотованих кораблях «Джеміні» пройшли спеціальну, загальну, теоретичну і психологічну підготовку. Вони вивчали астрономію, астрофізику, метеорологію, геофізику, ракетну техніку, навігацію, аеродинаміку, фізіологію тощо; проводили тренування в спеціально обладнаних літаках на невагомість, вчилися управляти космічним кораблем на макетах, стрибали з парашутом. Усі відібрані астронавти посилено займалися спортом (підводне плавання, водні лижі, ігри з м'ячем і легка атлетика).

## Джеміні-1

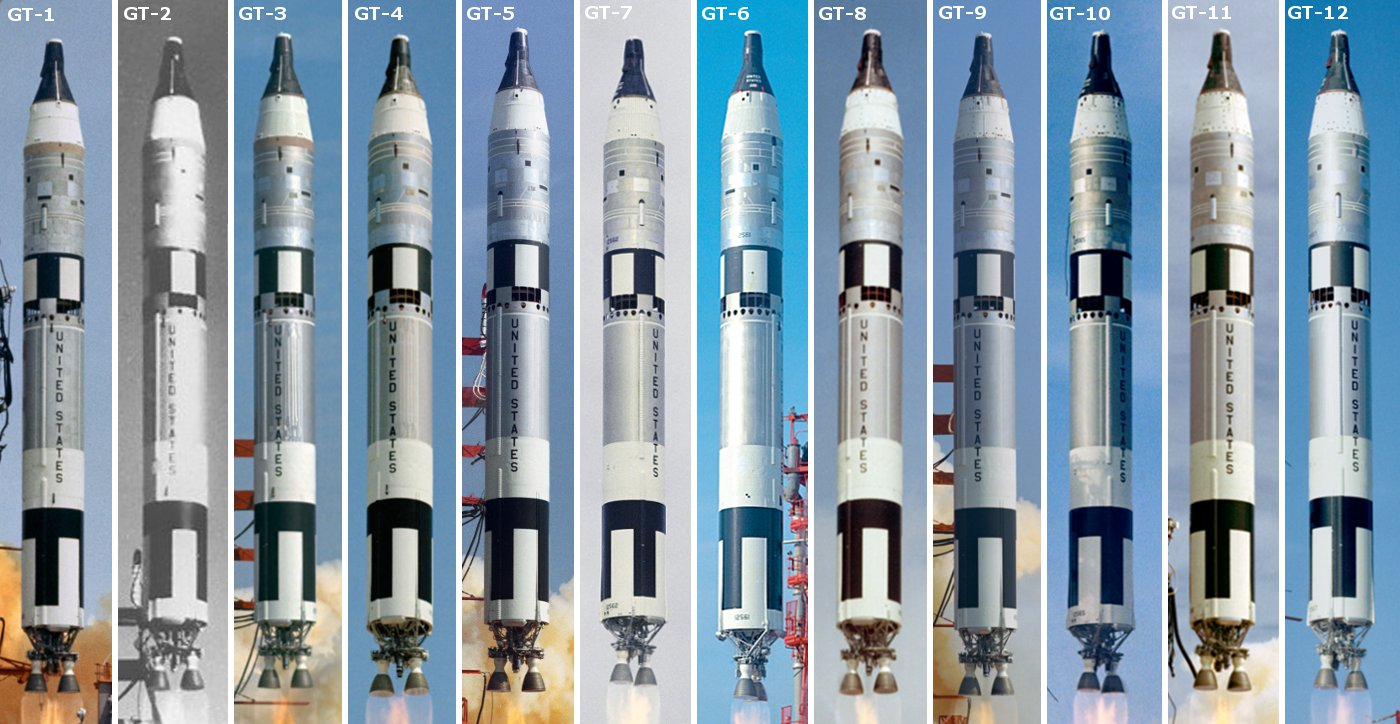
Запуски «Джеміні» (з 1-го по 12-й)

8 квітня 1964 року в космічний простір зі стартового комплексу № 19 (мис Кеннеді) був запущений безпілотний корабель «Джеміні-1» вагою 3265 кілограмів. Стартова вага ракети-носія «Титан-2» з кораблем «Джеміні-1» становив 148,5 тонни. На орбіту було виведено корабель і другу ступінь ракети-носія, які здійснювали спільний політ. Загальна вага всього блоку склала 5170 кілограмів, його довжина дорівнювала 14 метрам. 12 квітня 1964 року, після чотирьох діб польоту, ступінь із кораблем увійшла в щільні шари атмосфери і згоріла. Повернення «Джеміні-1» на Землю не планувалося. Обробка телеметричної інформації показала, що всі системи в основному працювали нормально.

## Джеміні-2
19 січня 1965 року в США в експериментальних цілях по балістичній траєкторії був проведений запуск корабля «Джеміні-2». Замість астронавтів у кріслах знаходилися два робота, які імітували дихання і тепловиділення.
Мета запуску полягала в тому, щоб перевірити роботу всього бортового обладнання, випробувати пилозахисний екран і систем повернення та порятунку. Вага корабля склала 3130 кілограм. Корабель був виведений на максимальну висоту 159,1 кілометра. При поверненні корабля на висоті 3,2 кілометра був випущений гальмівний, а на висоті 2,7 кілометра — основний парашут. «Джеміні-2» через 19 хвилин 13 секунд після запуску приводнився. У процесі польоту всі системи працювали нормально.

## Джеміні-3
23 березня 1965 року стартував корабель. «Джеміні-3» з двома астронавтами на борту.
Запуск був проведений о 17 годині 24 хвилини з мису Кеннеді. На борту корабля знаходилися астронавти Вірджіл Гріссом (командир корабля) і Джон Янг (другий пілот). Корабель вагою 3225 кілограмів був виведений на орбіту з апогеєм 224,5 кілометра і перигеєм 161 кілометр. Період обертання — 88,2 хвилини. Після трьох обертів навколо Землі корабель з астронавтами приводнився в Атлантичному океані. Політ тривав 4 години 53 хвилини. «Джеміні-3» пролетів 130 000 кілометрів.
У цьому пілотованому польоті астронавти Гріссом і Янг провели перший маневр на орбіті з використанням ручного управління. Крім того, були проведені експерименти з перевірки роботи системи життєзабезпечення, зручності роботи в скафандрах, використання спеціального «пістолета» для подачі води під тиском і т. д. Після приводнення, у астронавтів з'явилося запаморочення. В цілому програма польоту була виконана.

## Джеміні-4

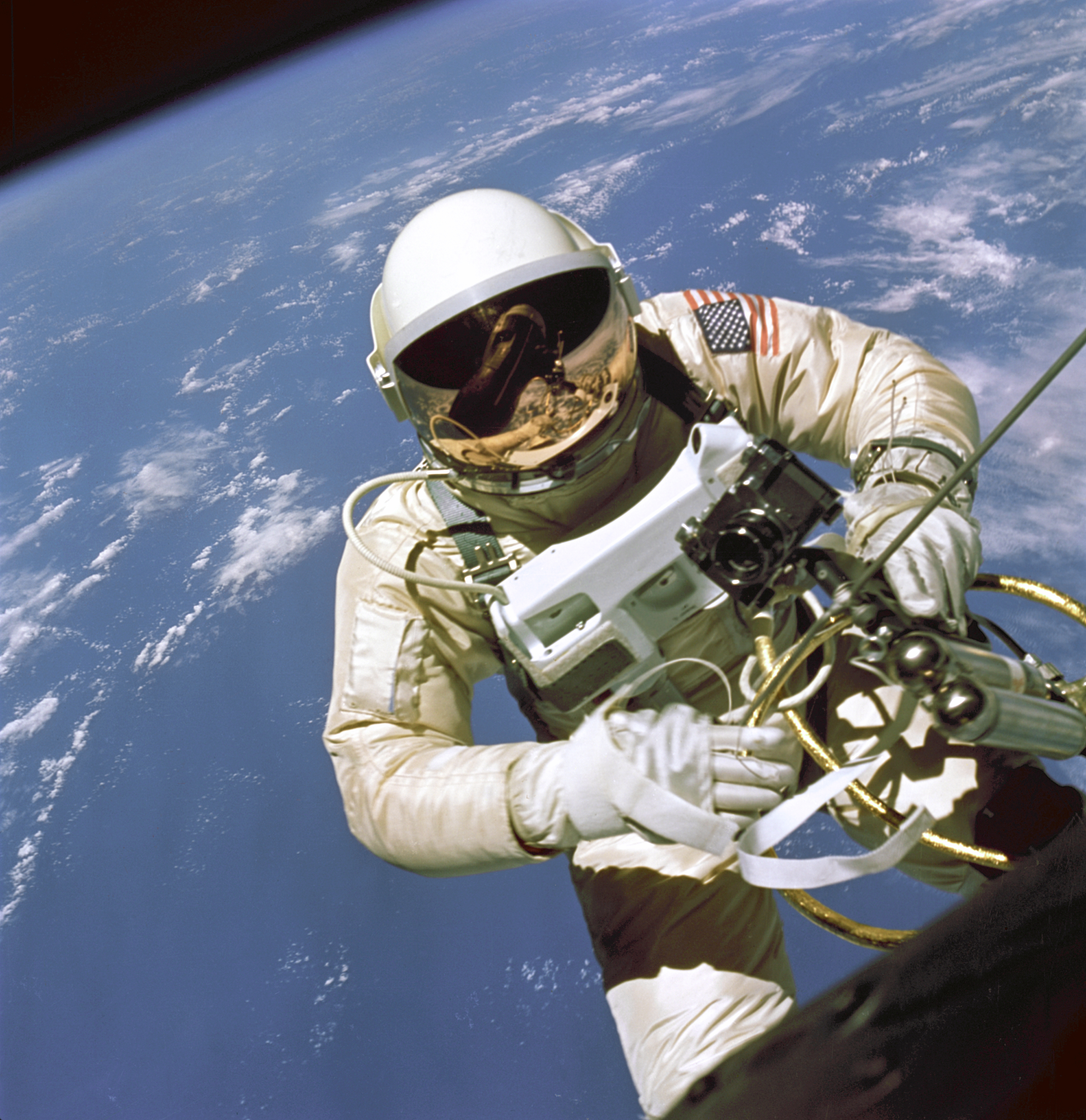
Перший вихід американців у відкритий космос

3 червня 1965 року о 18 годині 16 хвилин ракетою «Титан-2» в космос був виведений корабель «Джеміні-4». На борту корабля знаходилися астронавти Джеймс Макдівітт (командир корабля) і Едвард Вайт (другий пілот). Екіпаж корабля протягом чотирьох діб повинен був 62 рази облетіти Землю і приземлитися в заданому районі в Атлантичному океані. Крім того, астронавти за допомогою спеціальних реактивних двигунів повинні були кілька разів змінити орбіту корабля. Але найголовнішим завданням цього польоту був вихід Е. Вайта з корабля в космос на 20 хвилин. Заплановано було також зближення «Джеміні-4» з другим ступенем ракети-носія, який знаходився в космосі.
Однак наблизити корабель до другої ступені ракети-носія астронавтам не вдалося, оскільки «Джеміні-4» опинився на кілька метрів вище ступені, причому різниця в швидкостях між ними була занадто велика. Паливо в реактивних двигунах витрачалося дуже швидко, і його запасу було недостатньо для того, щоб продовжувати цей маневр.
Наприкінці третього витка, виконуючи друге завдання, астронавт Е. Вайт залишив кабіну корабля. Спочатку він став на крісло і висунувся по пояс у люк, потім вийшов зовсім. Вайт пробув у космічному просторі близько 20 хвилин і користувався індивідуальними реактивним пристроєм. Під час перебування Вайта поза кораблем вимірювалася температура зовнішньої поверхні скафандра. Найвища зареєстрована температура була +121 °С, найнижча −136,5 °С. Пульс у астронавта Вайта поза кораблем досягав 150 ударів на хвилину, а при задраювання люка пульс доходив до 178 ударів на хвилину. В результаті зневоднення організму Вайт втратив у вазі 3,6 кг, Макдівітт — 1,8 кг. Так у відкритий космос ступила друга у світі людина.
До ранку 6 червня «Джеміні-4» пролетів понад 1 500 000 кілометрів, тобто стільки, скільки до цього налітали всі разом взяті американські астронавти. О 20 годині 13 хвилин 7 червня 1965 року американський космічний корабель «Джеміні-4» з астронавтами Джеймсом Макдівіттом і Едвардом Вайтом на борту приводнився в Атлантичному океані. У результаті цього рейсу «Джеміні-4» здійснив 62 оберти навколо Землі і покрив за 96 годин 56 хвилин відстань у 2590 тисяч кілометрів.
Цим польотом Д. Макдівітт і Е. Вайт встановили два світові рекорди — на тривалість і дальність орбітальних польотів на багатомісних апаратах. Абсолютні світові рекорди на тривалість і дальність польоту космічного, як і раніше, залишилися за Радянським Союзом.

Віддаючи належне подвигу американських астронавтів, перший космонавт Юрій Гагарін надіслав їм телеграму:
Вашингтон, США.
Космонавтам Джеймсу Макдівітту, Едварду Вайту. Передаємо Вам наші вітання з успішним завершенням космічного польоту на кораблі «Джеміні-4». Висловлюємо надію, що космічні польоти будуть служити справі миру і прогресу людства.

Від радянських космонавтів Юрій Гагарін. Москва, 8 червня 1965 р.

## Джеміні-5

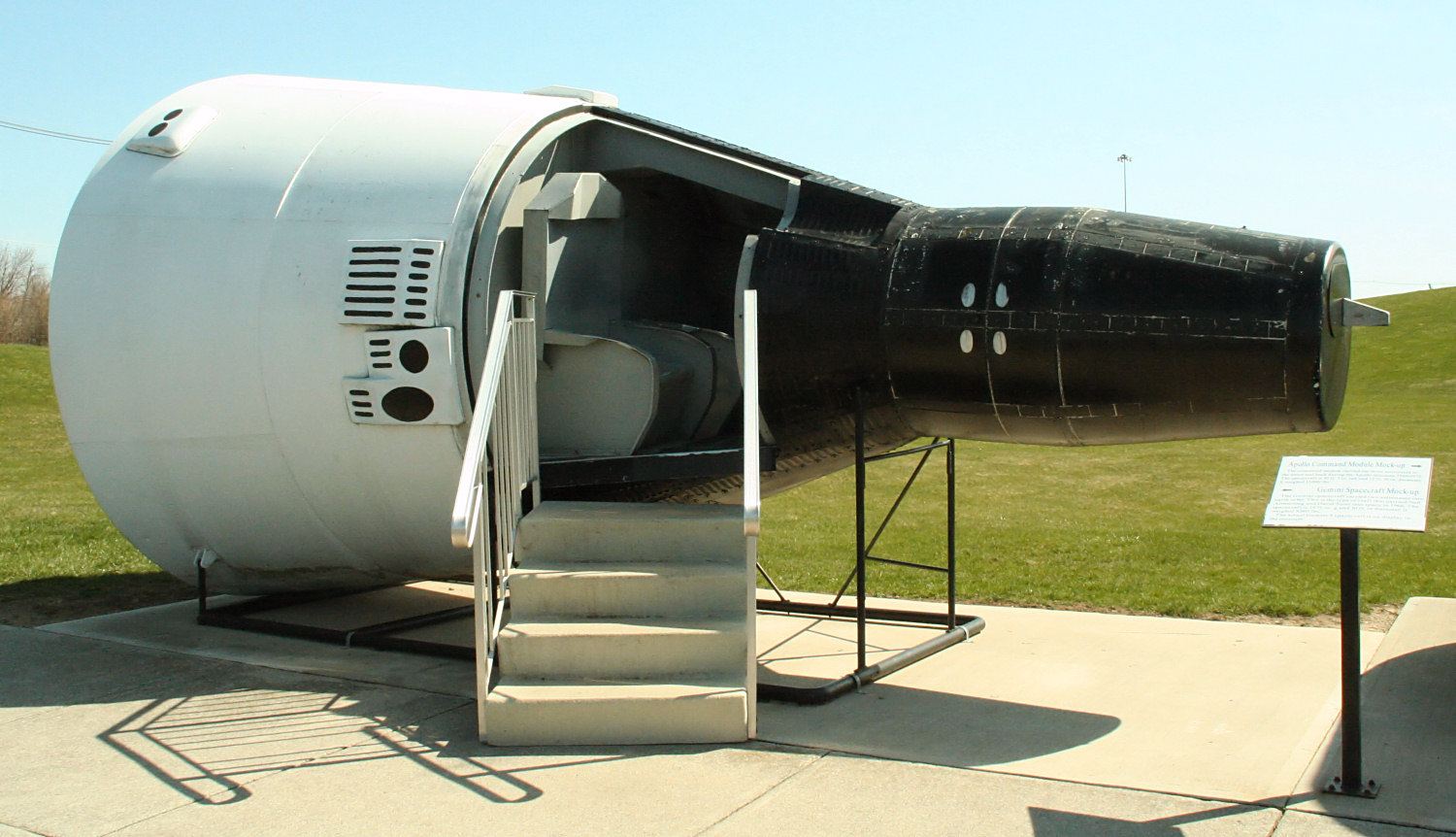
Музейна копія корабля «Джеміні»

21 серпня 1965 року з мису Кеннеді ракетою «Титан-2» був запущений космічний корабель «Джеміні-5» з двома астронавтами — Гордоном Купером (командир корабля) і Чарлзом Конрадом на борту. Політ цих астронавтів був розрахований на 8 діб. Основна мета польоту — дослідження впливу на організм людини тривалого перебування в стані невагомості.
На другому витку з корабля був запущений супутник, з яким потрібно було зблизитися. Але виконати цей маневр «Джеміні-5» не зміг через падіння тиску в кабіні. Однак неполадки вдалося усунути, і з Центру пілотованих космічних кораблів у Х'юстоні (штат Техас) надійшло розпорядження продовжувати політ навколо Землі.
29 серпня 1965 року о 15 годині 55 хвилин космічний корабель «Джеміні-5» приводнився в Атлантичному океані в 655 милях на схід від мису Кеннеді. Американські астронавти Гордон Купер і Чарльз Конрад протягом 190 годин 56 хвилин 14 секунд польоту здійснили 120 витків навколо Землі, встановивши нові абсолютні світові рекорди тривалості та дальності космічного польоту — 5 331 700 кілометрів. За час 8-добового польоту астронавт Купер втратив у вазі 3,6 кг, а Конрад — 4,2 кг. Вміст кальцію в кістках у астронавтів знизилося на 12—15 %.

## Джеміні-6, Джеміні-7
4 грудня 1965 року в США було здійснено запуск корабля «Джеміні-7» з екіпажем у складі двох астронавтів — командира корабля Френка Бормана і другого пілота Джеймса Ловелла. За програмою екіпаж корабля «Джеміні-7» повинен був здійснити політ протягом 14 діб. Крім того, було заплановано зближення на орбіті з кораблем «Джеміні-6», який передбачалося запустити 13 грудня.
Пуск космічного корабля «Джеміні-6» було перенесено на 15 грудня. У цей день о 16 годині 37 хвилин «Джеміні-6» з астронавтами Уоллі Ширрою і Томасом Стаффордом на борту стартував із космодрому і через 6 хвилин вийшов на задану орбіту з апогеєм 260 кілометрів і перигеєм 162 кілометри. Обидва космічних кораблі зустрілися на орбіті. Їх розділяла відстань менше 2 метрів. В ілюмінатори астронавти добре бачили одне одного.
Зближення кораблів було знято на плівку. Спільний політ тривав близько 20 годин 6 хвилин. Після цього групового польоту «Джеміні-6» зійшов з орбіти і здійснив посадку. «Джеміні-7» продовжував свій політ. Коли закінчувався 206-й виток, була включена система орієнтації, потім спрацювали гальмівні рухові установки і корабель почав спуск з орбіти. У 17 годин 5 хвилин 18 грудня він приводнився в Атлантичному океані. Політ корабля «Джеміні-7» тривав 330 годин 35 хвилин. Він пролетів відстань 9 195 000 кілометрів.
Астронавти Борман і Ловелл втратили у вазі відповідно 4,3 і 2,7 кілограма внаслідок деякого зневоднення організму. Дозу радіації астронавти отримали невелику.

## Джеміні-8

Ніл Армстронг (фото 1956 року)

Після того як було завершено експеримент по зближенню двох кораблів, Національне управління США з аеронавтики і дослідження космічного простору почало вести підготовку до запуску космічного корабля «Джеміні-8» із двома астронавтами на борту — Нілом Армстронгом і Девідом Скоттом. Він був запущений 16 березня 1966 року в 0 годин 41 хвилину 2 секунди з мису Кеннеді ракетою «Титан-2». На 1 годину 41 хвилину раніше з цього ж космодрому в космос була запущена ракета «Аджена», з якою «Джеміні-8» повинен був здійснити стикування. Крім того, програмою передбачався вихід із кабіни корабля в космічний простір астронавта Девіда Скотта. Цьому польоту в Сполучених Штатах надавалося велике значення для майбутніх досліджень космосу і польотів на Місяць.
Астронавтам вдалося здійснити стиковку корабля з ракетою. Але на початку 7-го витка на кораблі виникли несправності в системі стабілізації. «Джеміні-8» почав обертатися навколо своєї осі й перекидатися. Незабаром астронавти змушені були достроково відокремити корабель від ракети. Керівники польоту ухвалили рішення про припинення подальшого польоту. Після відділення від ракети «Джеміні-8» продовжував залишатися некерованим, і тільки за 50 хвилин до включення гальмівних двигунів екіпажу вдалося стабілізувати стан корабля. Він здійснив посадку в районі острова Окінава. Таким чином, повністю виконати програму польоту екіпажу не вдалося. Не був проведений основний експеримент — вихід астронавта Скотта з корабля у відкритий космос. Проте в цьому польоті було проведено важливий науково-технічний експеримент — ручне стикування корабля з ракетою «Аджена».
Корабель «Джеміні-8» пробув у космосі 10 годин 32 хвилини, 6 разів облетів планету і пройшов відстань 284 800 кілометрів.

## Джеміні-9
3 червня 1966 року ракета-носій «Титан-2» вивела на орбіту космічний корабель «Джеміні-9». На його борту перебували астронавти — командир корабля Томас Стаффорд і другий пілот Юджин Сернан. Намічений на 17 травня запуск «Джеміні-9» був відмінений через невдачу польоту «Джеміні-8», з яким цей корабель повинен був стикуватися в космосі. Для економії часу було прийнято рішення про виведення на орбіту для стиковки з «Джеміні-9» спеціального супутника-мішені. Цей супутник, запущений майже за дві доби до польоту «Джеміні-9», вийшов на орбіту, близьку до розрахункової. Після виходу на орбіту астронавти провели ряд маневрів корабля «Джеміні-9» по зближенню із супутником-мішенню. Вони наближалися до нього для стикування на відстань до 90 сантиметрів. Проте стикування здійснити їм не вдалося.
О 18 годині 8 хвилин Сернан залишив корабель і вийшов у відкритий космос. Зв'язок між ним і Томасом Стаффордом підтримувалася по радіотелефону і транслювався в Центр управління польотом у Х'юстоні. Через 2 години 5 хвилин астронавт повернувся в корабель.
У Сернана при вході корабля в тінь Землі через різкий перепад температур сильно запітніло скло шолома. У період підготовки Сернана до експерименту по виходу з корабля у космос у нього був пульс 80—90 ударів за хвилину. Але в момент відкриття люка пульс Сернан досяг 155 ударів на хвилину, у той час як у Стаффорда, який сидів у кріслі, пульс залишався 90. Найбільша частота пульсу (180 ударів на хвилину) у Сернана була при закритті ним люка. Перед закриттям люка астронавт упустив касету з плівкою, на яку був знятий його вихід. Сернан зазначив, що проведення запланованих операцій у відкритому космосі вимагало в 4—5 разів більших зусиль, ніж при тренуваннях на Землі.
Політ корабля «Джеміні-9» тривав 72 години 21 хвилину 14 секунд. Корабель пролетів 1 811 200 кілометрів. Після триденного польоту «Джеміні-9» приводнився в Атлантичному океані.

## Джеміні-10
18 липня 1966 року з космодрому на мисі Кеннеді в космічний простір запущений корабель «Джеміні-10» із Джоном Янгом і Майклом Коллінзом на борту. Незадовго до старту «Джеміні-10» з цього ж космодрому було запущено ракету «Аджена-10», з якою на орбіті корабель повинен був зустрітися і стикуватися.
На четвертому витку «Джеміні-10», зробивши кілька маневрів, здійснив цю стиковку, після чого були включені двигуни ракети «Аджена» і екіпаж корабля вивів систему «Аджена-Джеміні» на нову, більш високу орбіту — близько 760 кілометрів від поверхні Землі (початкова орбіта «Джеміні-10»: апогей — 270 кілометрів, перигей — 161 кілометр).
На другий день польоту, 19 липня, Майкл Коллінз розгерметизув кабіну, відкрив люк і наполовину висунувся з кабіни «Джеміні-10» для 55-хвилинного сеансу фотографування, але повернувся назад у кабіну до наміченого терміну, оскільки його очі й очі Джона Янга почали сльозитися. У середу 20 липня Майкл Коллінз вийшов у відкритий космос. Він повинен був залишатися там 30 хвилин, але за вказівкою із Землі повернувся в корабель через 38 хвилин. У другій половині дня 20 липня «Джеміні-10» відокремився від «Аджени-10», з якою був зістикований протягом 38 годин 46 хвилин.
Після завершення триденного польоту та успішного виконання важливих наукових експериментів у космосі «Джеміні-10» приводнився в Атлантичному океані. Політ корабля тривав 70 годин 46 хвилин 45 секунд. За цей час він пройшов 1 743 200 кілометрів, зробивши 43 оберти навколо Землі.
У польоті американські астронавти неодноразово змінювали орбіту корабля. Максимальне віддалення від поверхні Землі склало 764 кілометри.

## Джеміні-11
О 18 годині 42 хвилини 12 вересня 1966 року з мису Кеннеді за допомогою ракети «Титан» був запущений космічний корабель «Джеміні-11». До складу екіпажу увійшли командир корабля Чарльз Конрад і другий пілот Річард Гордон. Програмою цього польоту передбачалося проведення наукових експериментів у космосі і вихід астронавта Р. Гордона з кабіни корабля.
На другий день польоту в 17 годин 44 хвилини, коли «Джеміні-11» завершив 15-й виток навколо Землі, другий пілот корабля Р. Гордон вийшов у відкритий космос. Він був зв'язаний із кораблем 19-метровим фалом і пересувався за допомогою ручного реактивного двигуна у вигляді пістолета. Замість намічених 107 хвилин він, унаслідок технічних неполадок, пробув у космосі за бортом корабля тільки 44 хвилини. Річард Гордон під час перебування у відкритому космосі встиг приєднати спеціальний трос корабля «Джеміні-11» до ракети «Аджена».
14 вересня о 10 годині 14 хвилин астронавти на 25 секунд включили двигун зістикованої з кораблем ракети «Аджена» і збільшивши, в результаті цього, швидкість свого польоту, через 50—55 хвилин досягли орбіти з апогеєм 1370 кілометрів. Таким чином, астронавти Чарльз Конрад і Річард Гордон на космічному кораблі «Джеміні-11» встановили світовой рекорд висоти космічного польоту для багатомісних космічних кораблів. Астронавти провели експеримент зі створення штучної сили тяжіння в кораблі. Було встановлено, що штучна сила тяжіння, що утворилася в кораблі, склала одну півторатисячна частину сили тяжіння на Землі.
Після включення астронавтами ракетних двигунів і здійснення низки маневрів корабель «Джеміні-11» почав робити повільні оберти навколо «Аджени», з якою він був зістикований 30-метровим тросом. Спроби збільшити швидкість обертання корабля навколо ракети призвели до безладного обертання.
О 17 годині 15 вересня 1966 року після завершення майже тридобового польоту, корабель «Джеміні-11» з астронавтами Ч. Конрадом і Р. Гордоном приводнився за 1116 кілометрів на південний схід від мису Кеннеді. Політ корабля «Джеміні-11» тривав 71 годину 17 хвилин 8 секунд. За три доби корабель зробив 44 оберти і пройшов відстань 1 783 000 кілометрів.

## Джеміні-12

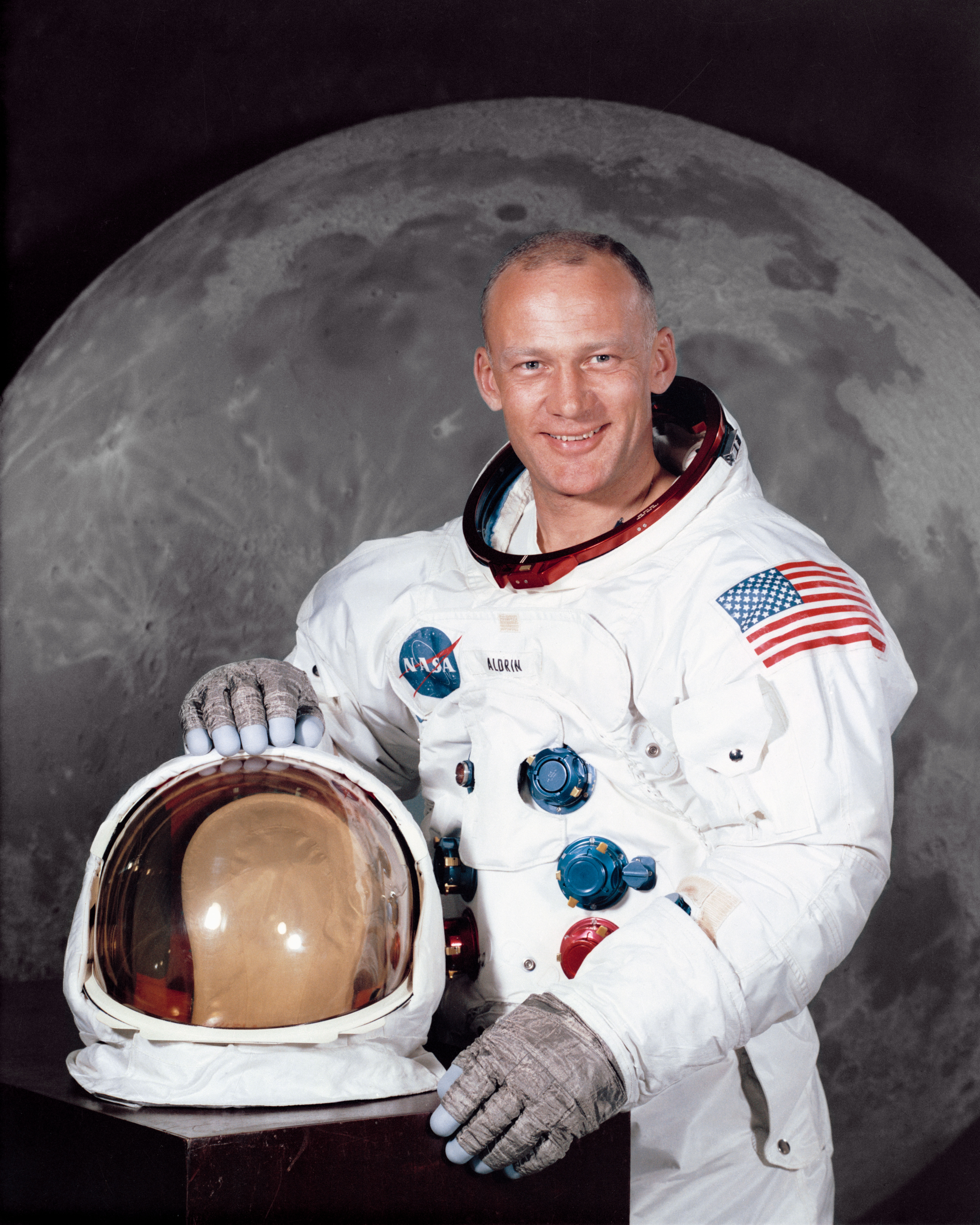
Базз Олдрін (друга людина, що ступила на місяць)

Останнім польотом за програмою «Джеміні» у США став політ космічного корабля-супутника «Джеміні-12», який був запущений із космодрому мису Кеннеді 11 листопада 1966 року о 4 годині 46 хвилин. На борту корабля знаходилися астронавти Джеймс Ловелл і Едвін Олдрін. За програмою польоту астронавти повинні були здійснити стиковку корабля з ракетою «Аджена», а один із них — астронавт Е. Олдрін — повинен був вийти з корабля і виконати роботи зі швартування корабля з ракетою спеціальним 30-метровим тросом. Після виходу «Джеміні-12» на задану орбіту на 13-му витку Е. Олдрін відкрив люк корабля і протягом 2,5 годин фотографував зоряне небо, Місяць і Землю. Після цього, через дві доби польоту, Олдрін вийшов із корабля і перебував у відкритому космосі 2 години 10 хвилин. За цей час астронавт з'єднав космічний корабель із ракетою «Аджена» 30-метровим тросом. Олдрін був з'єднаний із кораблем «Джеміні-12» 8-метровим фалом.
Останній корабель серії «Джеміні» завершив свій політ у космос, зробивши 59 обертів навколо Землі, перекривши відстань 2 648 900 кілометрів і пробувши в космосі 94 години 35 хвилин.

## Підсумки
| Номер        | Дата запуску           | Екіпаж                                                       | Час польоту              | Максимальна висота | Пройдена відстань |
| ------------ | ---------------------- | ------------------------------------------------------------ | ------------------------ | ------------------ | ----------------- |
| Джеміні-1    | 8 квітня 1964 року     | Безпілотний                                                  | ~3 дня 23 години         | 320,6 км           | 2 789 864 км      |
| Джеміні-2    | 19 січня 1965 року     | Безпілотний                                                  | 18 хвилин 16 секунд      | 159,1 км           | 3 422,4 км        |
| Джеміні-3    | 23 березня 1965 року   | Вірджил Гріссом — командир Джон Янг — пілот                  | 4 год 52 хв 31 с         | 224,2 км           | 128 748 км        |
| Джеміні-4    | 3 червня 1965 року     | Джеймс Олтон МакДівіт — командир Едвард Хіггінс Вайт — пілот | 4 доби 1 год 56 хв 12 с  | 282,1 км           | 1 500 000 км      |
| Джеміні-5    | 21 серпня 1965 року    | Гордон Купер — командир Чарльз Конрад — пілот                | 7 діб 22 год 55 хв 14 с  | 350,1 км           | 5 242 682 км      |
| Джеміні-6(а) | 15 грудня 1965 року    | Уоллі Ширра — командир омас Стеффорд — пілот                 | 1 доба 1 год 51 хв 24 с  | 259,4 км           | 694 415 км        |
| Джеміні-7    | 4 грудня 1965 року     | Френк Борман — командир Джеймс Ловелл — пілот                | 13 діб 18 год 35 хв 1 с  | 328,2 км           | 9 195 000 км      |
| Джеміні-8    | 16 березня 1966 року   | Ніл Армстронг — командир Девід Скотт — пілот                 | 10 год 41 хв 26 с        | 271,9 км           | 284 800 км        |
| Джеміні-9    | 3 червня 1966 року     | Томас Стеффорд — командир Юджин Сернан — пілот               | 3 доби 20 хв 50 с        | 266,9 км           | 1 811 200 км      |
| Джеміні-10   | 18 липня 1966 року     | Джон Янг — командир Майкл Коллінз — пілот                    | 2 доби 22 год 46 хв 39 с | 268,9 км           | 1 743 200 км      |
| Джеміні-11   | 12 вересня 1966 року   | Чарльз Конрад — командир Річард Гордон — пілот               | 2 доби 23 год 17 хв 9 с  | 1368,9 км          | 1 783 000 км      |
| Джеміні-12   | 11 листопада 1966 року | Джеймс Ловелл — командир Едвін Олдрін — пілот                | 3 доби 22 год 34 хв      | 301,3 км           | 2 648 900 км      |

Результати десяти польотів пілотованих кораблів «Джеміні» показали, що основні завдання цієї американської програми космічних досліджень були виконані. На кораблях «Джеміні» проведені експерименти зустрічі і стикування пілотованих апаратів із безпілотними об'єктами, а також здійснені виходи астронавтів у відкритий космос. Водночас у ході польотів на кораблях «Джеміні» вдалося з'ясувати і деякі труднощі як технічного, так і фізіологічного характеру. На пілотованих кораблях «Джеміні» побували в космосі 20 американських астронавтів, а деякі з них — по другому разу (Ч. Конрад, Т. Стаффорд, Д. Ловелл). Вони налітали 969 годин 42 хвилини 32 секунди та 605 разів облетіли нашу планету, перекрили відстань, рівну 26 226 031 кілометру.